# Étienne-Jehandier Desrochers
Étienne-Jehandier Desrochers (1668, Lyon - 1741, París) fue un grabador francés famoso por sus retratos en miniatura de sus contemporáneos.

## Publicaciones
Colección de retratos de personas que han destacado tanto en armas y en la de Letras y Bellas Artes, así como de la familia real de Francia y otros Curso de Relaciones Exteriores (1726)